# Wu Yue (Tischtennisspielerin)
Wu Yue (* 4. Januar 1990 in Peking) ist eine amerikanische Tischtennisspielerin chinesischer Abstammung. Sie nahm an den Olympischen Spielen 2016 teil.

## Werdegang
Wu Yue wurde in China geboren und begann dort mit acht Jahren mit dem Tischtennissport. 2008 übersiedelte sie in die USA, nach New York. Hier wurde ihr der Spitzname Jennifer angetragen. Ende 2015 erhielt sie die amerikanische Staatsbürgerschaft. 
Im gleichen Jahr holte sie bei den Panamerikanischen Spielen in Toronto Gold im Einzel und mit der amerikanischen Mannschaft. Diese berechtigte sie zur Teilnahme an den Olympischen Spielen 2016 in Rio de Janeiro. Dabei kam sie mit der Mannschaft auf Platz neun. Im Einzel gewann sie gegen Eva Ódorová (Slowakei), danach schied sie gegen die Schwedin Matilda Ekholm aus.